# Ислям в Кувейт
Кувейт е конституционна монархия, проповядваща мюсюлманската религия от VII век.
Населението на Кувейт е мюсюлманско на 85 %, от които 60 % са сунити, от течението Малики. Шиитите идват предимно от Иран. Останалите са предимно християни от Филипините и различни страни в Близкия изток.

## Население
Населението на Кувейт се състои от различни етнически групи поради имиграцията. В Кувейт има две местни групи. Арабите са потомци на заседнали селски хора и имат висок ранг в обществото. Другата местна група идва от рибари, които са живели в малки общности. Тази група никога не е получила пълно кувейтско гражданство. Въпреки това сред арабските граждани има имигранти, дошли в началото на XVIII век.
Има много малцинствени групи : араби от други страни, индийци, пакистанци, иранци и преди 1991 г. 400 000 палестинци. Етническите кувейтци са 45 % от населението. Те са се увеличили пропорционално от 1991 г. В момента правителството се опитва да намали броя на чужденците до само 50 % от населението.